# 环欧快车 (专辑)
《环欧快车》（德語：Trans Europa Express，亦译为“全欧快车”、“环欧列车”、“全欧快运”、“泛欧特快号”）是德国电子乐团发电站乐队的第六张录音室专辑。1976年，乐队在德国杜塞尔多夫Kling Klang录音室开始录制该专辑，而后在1977年3月，以Kling Klang唱片公司的名义发布之。本专辑的构想取自乐队成员朋友的建议──藉由制作环欧快车的主题歌曲來体现乐队的电子乐风格，乐评人也因此将专辑主题归结为“欧洲的颂歌”和“现实与影像间的反差”。从音乐风格上说，该专辑并未秉承早先的“德式摇滚”风格，而是更注重极简主义与机械节奏，并在电子乐中间杂人声。
专辑推出伊始便在《公告牌》二百强专辑榜上列于119名，而后还于美国报章《乡村之声》1977年度乐评人票选榜单“帕兹&约普”上占得一席之地，并常被当代乐评人盛赞为“（那）十年间最伟大、影响最深远的专辑之一”。

## 制作过程

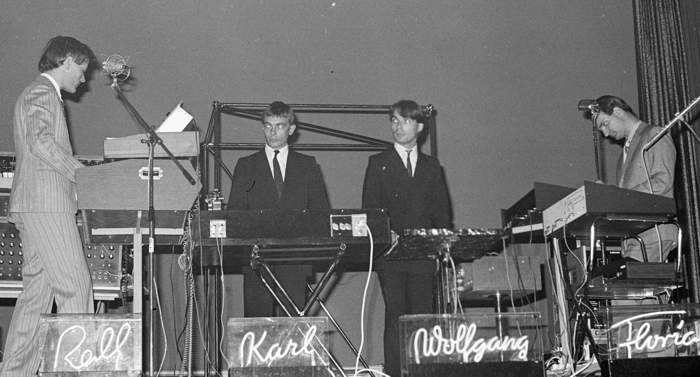
演奏中的发电站乐队，摄于1976年3月10日的苏黎世，正值《环欧快车》制作之前。

自《Radio-Aktivität》专辑发布后的巡演期间起，发电站乐队开始进一步调整风格：他们弱化了早期专辑中带有临场创作色彩的德式摇滚风格，并将重心转向制作更富旋律性的电子乐，巡演时所演奏的〈Schaufensterpuppen〉一曲的原型版本即凸显了此一特点（該曲后来亦收录于本专辑）；同时，乐队还制定了一系列表演守则，如不能在舞台或聚会場合上醉酒。卡尔·巴托斯在谈到这些守则时如是说：“如果你喝了酒或是吸食了毒品，那（对你来说）调节合成器旋钮絕非易事。……在公众场合表演时我们一直尽力注意（规范）自己的举止。”
1976年中，乐队开始在杜塞尔多夫的Kling Klang录音室录制《环欧快车》的前身专辑《Europa Endlos》，这时保罗·亚历山德里尼（Paul Alessandrini）向乐队成员提议制作环欧快车主题歌曲，并谈到可借此体现乐队的电子乐风格，于是乐团采纳了这一建议，并以之为《环欧快车》的构想。除此以外，专辑制作前胡特与施奈德曾在德国与大卫·鲍威相遇，并因他对乐队的关注而深感荣幸；而由于鲍威曾与胡特最喜欢的乐队之一傀儡乐队的主唱伊基·波普合作过，所以他也一直对鲍威的作品很感兴趣，这些因素都对专辑歌曲的歌词风格产生了影响。
专辑开始制作之前，乐队还特地向合成器制造商Matten & Wiechers订做了一款32步16频道的模拟型音序器——Synthanorma合成器。在这一设备的辅助下，乐队得以对合成器旋律进行更精准的调序，〈Europa Endlos〉、〈Franz Schubert〉与〈Endlos Endlos〉三曲便因此受益良多；同时该设备亦担当起了循环播放某段旋律的任务，而这本是由独立的一台播放器完成的，所以借此也省去了一台播放器。
在专辑制作过程中，乐队成员拉尔夫·胡特与弗罗里昂·施奈德牢牢把持着专辑风格与制作方向，序列化电子打击乐部分则由巴托斯与沃尔夫冈·福勒掌控。乐队还曾去火车通行专用桥边倾听火车经过时所发出的声音，但他们也发现这种声音不适合舞曲制作使用，因而便做了些许改动后才将之加入歌曲。
乐队还为《环欧快车》分别制作了英德两种版本，比之前曲内英德歌词混杂的《Radio-Aktivität》可谓更进一步。除此以外，根据马克西姆·施密特（Maxime Schmitt）的建议，乐队还特意以〈Schaufensterpuppen〉为基底制作了乐队第一首法语版歌曲〈Les Mannequins〉；从长远上看，这也推动乐队在其后专辑里继续录制法语歌曲（如〈Electric Café〉）。在Kling Klang录音室完成部分录制工作后，胡特与施奈德前往洛杉矶“唱片工场”录音室为专辑音轨进行混音处理，但此间混音所加入的元素（如更有贴近感的人声）后来皆被摒弃，以给以后在杜塞尔多夫和汉堡进一步混音提供便利。
《环欧快车》的德语版专辑封面本打算设计为以“镜内映出的乐队成员”为主体的黑白照片，而最后还是换成了纽约著名摄影师莫里斯·西摩（Maurice Seymour）所拍摄的一张照片，此照中乐队四人身着套装扮为人体模型，以与歌曲〈Schaufensterpuppen〉相照应；英语版专辑则取用了J. 斯塔拉（J. Stara）为乐团所摄制的一张相片（如上所示），相片中乐团四人也装扮成人体模型，但站位有所不同——从中间向两端高度递减。内封套所用照片由埃米尔·舒尔特拍摄，该照片摄于乐团在美国巡演期间与莫里斯·西摩的一次会面，取景则是乐团四人围坐在一张小咖啡桌边的场景。除此以外，舒尔特还拍摄了其他一些照片记录下乐团成员大笑与微笑的场景，但最后专辑发行时还是弃之不用了。

## 音乐风格
沃尔夫冈·福勒曾表示发电站乐队深受魏玛共和国时代的德国音乐影响：“我们是二战后出生的孩子……我们并没有自己的音乐文化与流行文化……（之前是）战争，而战前我们只有德国民乐。1920与1930年代间发展起来的音乐就成为了我们所制作歌曲的文化根基。”卡尔·巴托斯也曾谈及战前文化的影响：“1920年代（德国音乐）取得了长足发展，且（可谓）有声有色。战前我们就拥有国立包豪斯学校，而战后又出现了许多诸如卡尔海因茨·施托克豪森这样的（音乐大师），此间古典乐和电子乐亦有巨大进步。这段时间的发展极其迅猛，且都发生于杜塞尔多夫的近邻科隆，同时所有伟大的作曲家也皆云集于此。”
但当时乐团成员也感觉到，英美评论家认为他们的音乐和纳粹德国有关联：任举一例，德国的高速公路（德語：Autobahn）多于纳粹德国所建，因而在评论家看来，乐队的成名曲〈Autobahn〉亦与纳粹德国难脱干系。为此乐队也迫切地想要更进一步，将选材角度由“歌颂先人遗产”转向“求取欧洲认同”；而就在这段时间，亚历山德里尼对胡特与施奈德如此建议：“火车站与火车在你们的世界里如此重要，你们应凭依你们所专长的电子蓝调式音乐风格制作一首关于环欧列车的歌曲。”这正与乐队的思虑不谋而合，因此乐队便以此为主题录制了这一专辑。
此后许多音乐媒体也认可了专辑中他们所展现的风格：《Slant》音乐杂志将该专辑称为“欧洲的音速诗篇”；音乐资料站Allmusic则将之归为概念专辑，并认为其中有两个不同的主题：其一为表现现实与影像的反差，此尤以〈Spiegelsaal〉与〈Schaufensterpuppen〉为甚；其二为赞颂欧洲，这一主题则集中体现于多首环欧快车相关曲目。Allmusic亦如此描述其音乐风格：“不断重复的节奏中间杂精密而短促的拍子，（且）时有处理过的人声”、“极小化、机械化的节奏伴以精妙而吸引人的旋律”。胡特自己亦曾评述专辑的简约风格：“如果我们能用一两个音符来承载我们的构想，那（自然）比奏出成百上千个音符（以达到同样目的）要好。”

## 专辑發行
| 周销量排行榜 （1977） | 最高 排名 |
| --------------------- | --------- |
| 法国                  | 2         |
| 德国                  | 32        |
| 意大利                | 8         |
| 瑞典                  | 32        |
| 英国                  | 49        |
| 美国                  | 119       |

该专辑于1977年3月发行，其第一面收录了三首歌曲：打头的是〈Europa Endlos〉，而在紧随其后的“自传式”歌曲〈Spiegelsaal〉中，乐队成员以毫无感情的音调唱出对“星星如何看待镜中映出的自己”的思考；第三首曲子〈Schaufensterpuppen〉则“略带偏执狂气息”（Allmusic），而其构想取自英国某篇音乐会评论，该评论中福勒与巴托斯被譬喻为人体模型；除此之外，〈Schaufensterpuppen〉一曲的某些版本以“eins zwei drei vier”（德语的“一、二、三、四”）的倒数引入，据信这是戏仿常以“one two three four”作为歌曲的引入部分的雷蒙斯乐队之举。专辑第二面则是一套组曲——以标题曲〈Trans Europa Express〉引入，并续以〈Metall auf Metall〉、〈Abzug〉与〈Franz Schubert〉，最后以〈Endlos Endlos〉作结，Allmusic将这套组曲的音乐元素描述为“以‘逐渐叠加于节奏基底之上’的方式用‘无感情地重复主题乐句’来展开令人难忘的主旋律，恰如之前《Autobahn》一曲的构造方式”，专辑歌曲的歌词则深受大卫·鲍威专辑《Station to Station》及乐队之前和伊基·波普、大卫·鲍威会面的影响。
借助甘瑟·弗勒林（Günther Fröhling）的帮助，发电站乐队为英文版专辑的标题曲制作了宣传MV，记录了穿着长外套的乐队成员们从杜塞尔多夫乘坐火车前往杜伊斯堡近郊的旅程，该视频的一些截图后来亦收入对应单曲的封套。为提高专辑在法国的销量，EMI还租用了一节1930年代的旧式火车车厢，并将其从巴黎开至兰斯，一路上火车广播系统不间断地播放该专辑曲目，以飨批评家。
比起前一张专辑《Radio-Activity》（《Radio-Aktivität》的英文版），《环欧快车》和衍生的两张单曲（〈Showroom Dummies〉（对应〈Schaufensterpuppen〉）与标题曲）在英美榜单上表现更为优异：在美国，专辑在《公告牌》二百强专辑榜上最高排名为119位，标题曲单曲更是跻身《告示牌》百强单曲榜，且排名最高时名列67；在英国，专辑于1982年2月6日起名列榜单并在榜七周，最高排到第49名，单曲〈Showroom Dummies〉则从1982年2月20日起据留单曲榜长达五周，最高则排到25名。
2009年10月，乐队为英文版专辑发行了重录版，并分别由EMI（德国）、哑声唱片（其余欧盟国家）与星芒唱片（美国）代理发行。新专辑以CD、数字下载版本与黑胶唱片三种媒体发行，封面也有所变更——新版专辑封面以黑色为底，并于封面中心衬以一辆白色的环欧快车。重发行版的歌曲构成亦有所修改：如下所示，原本长达6分钟的《Metal on Metal》长度缩减到2分12秒，裁去部分则并入新曲〈Abzug〉，对应德文原辑的〈Metall Auf Metall〉与〈Abzug〉，恰与德文原辑的安排一致。
| 曲序             | 德文版曲目           | 英文版曲目           | 中文意韵      | 作曲         | 填詞                 | 時長         |
| 原版LP第一面     | 原版LP第一面         | 原版LP第一面         | 原版LP第一面  | 原版LP第一面 | 原版LP第一面         | 原版LP第一面 |
| ---------------- | -------------------- | -------------------- | ------------- | ------------ | -------------------- | ------------ |
| 1                | Europa Endlos        | Europe Endless       | 無盡的歐洲    | 胡特         | 胡特，施奈德         | 9:40         |
| 2                | Spiegelsaal          | The Hall of Mirrors  | 鏡廳          | 胡特，施奈德 | 胡特，施奈德，舒爾特 | 7:56         |
| 3                | Schaufensterpuppen   | Showroom Dummies     | 人體模型      | 胡特         | 胡特                 | 6:15         |
| 原版LP第二面     |                      |                      |               |              |                      |              |
| 4                | Trans Europa Express | Trans-Europe Express | 環歐快車      | 胡特         | 胡特，舒爾特         | 6:36         |
| 5                | Metall auf Metall    | Metal on Metal       | 金屬硬碰硬    | 胡特         |                      | 1:46/6:52    |
| 6                | Abzug                | 無對應曲目           | 脫離          | 胡特         |                      | 6:15         |
| 7                | Franz Schubert       | Franz Schubert       | 弗朗茨·舒伯特 | 胡特         |                      | 4:25         |
| 8                | Endlos Endlos        | Endless Endless      | 無窮，無盡    | 胡特，施奈德 |                      | 0:45         |
| 2009年重發行版CD |                      |                      |               |              |                      |              |
| 1                | Europa Endlos        | Europe Endless       | 無盡的歐洲    | 胡特         | 胡特，施奈德         | 9:42         |
| 2                | Spiegelsaal          | The Hall of Mirrors  | 鏡廳          | 胡特，施奈德 | 胡特，施奈德，舒爾特 | 7:57         |
| 3                | Schaufensterpuppen   | Showroom Dummies     | 人體模型      | 胡特         | 胡特                 | 6:15         |
| 4                | Trans Europa Express | Trans-Europe Express | 環歐快車      | 胡特         | 胡特，舒爾特         | 6:36         |
| 5                | Metall auf Metall    | Metal on Metal       | 金屬硬碰硬    | 胡特         |                      | 2:12         |
| 6                | Abzug                | Abzug                | 脫離          | 胡特         |                      | 4:55         |
| 7                | Franz Schubert       | Franz Schubert       | 弗朗茨·舒伯特 | 胡特         |                      | 4:26         |
| 8                | Endlos Endlos        | Endless Endless      | 無窮，無盡    | 胡特，施奈德 |                      | 0:58         |

## 媒体评价
| 評論得分         | 評論得分 |
| 來源             | 評分     |
| ---------------- | -------- |
| Allmusic         | 5/5      |
| Robert Christgau | A−       |
| Drowned in Sound | 10/10    |
| 《独立报》       | 5/5      |
| 《Mojo》         | 5/5      |
| 《Q》            | 4/5      |
| 《滚石》         | 5/5      |
| 《Slant》        | 5/5      |
| 《Spin》         | 9/10     |
| 《Uncut》        | 5/5      |

专辑发行伊始就广受好评，一经发行即跻身《乡村之声》1977年度“帕兹&约普”乐评人票选榜单第30名，当代媒体对其亦是赞声一片：Allmusic、《Mojo》杂志、《滚石》杂志与《Slant》杂志都评予该专辑满分，Allmusic的史蒂夫·休伊（Steve Huey）如此写道：“……（这张专辑）常作为发电站乐队最典型、最通俗的一张专辑被提及……全面来看，《环欧快车》在乐队所有专辑中最出色地杂糅了最小化、机械化的节奏和精致而吸引人的韵律。”
英国媒体也普遍对专辑持以好评：《Q》给了该专辑4分（满分5分），并称这张专辑“改变了美国舞曲的面貌”且“是这个世代（或许也是其他任一世代）的最强音之一” ；网络杂志《Drowned in Sound》也给专辑评了满分（10/10），并评述道“《环欧快车》（可谓）是年代久远而历久弥新、风格复古而有现代气息。其恍若现代电子乐‘出生证书’的地位可谓当之无愧，其受人尊崇的声誉也使其真正价值和作为艺术作品的力量无法被隐藏，同时也无法掩盖它长盛不衰（的事实），32年了，我们或许也该开始以它真正的名字相称了：永恒。”
《环欧快车》也在许多专辑排行榜中出现：2001年，电视公司VH1将专辑列于“史上（摇滚）百强专辑”第56位；2002年间，本专辑跻身《Slant》杂志“20世纪最伟大电子乐专辑榜”榜首；2003年间，专辑在《滚石》杂志“史上500强专辑”榜单上夺得第253名；英国第四台也将其列于“百强专辑”的第71位；2004年间，音乐网站Pitchfork将专辑选为1970年代最佳专辑榜第6名，并谈到“那一天很快就会到来（如果还没来的话），那就是《环欧快车》与《佩珀中士的孤独之心俱乐部乐队》和《Exile on Main Street》并驾齐驱成为‘无法再为之写更多东西’的专辑（的日子）。”

## 后续影响
这一专辑对后朋克乐队快乐小分队产生了巨大冲击，正如乐队贝斯手彼得·胡克所言：“我们是从（乐队主唱）伊恩·柯蒂斯处知道发电站乐队的，他在每次登台表演前都坚持要我们播放《环欧快车》。磁带就在聚会现场用广播系统播放，以让每个人都听得见。第一次是在Pips（曼城一家以其‘鲍威房间’而闻名的俱乐部）。由于伊恩跟着音轨（旋律）踢舞厅周围的玻璃，结果被赶出来了。我们花了好几年想让他回头。”鼓手斯蒂芬·莫里斯也谈到“快乐小分队曾惯于在登台前播放《环欧快车》，以让我们进入状态。这的确很有用，给我们带来了很大动力。《环欧快车》看起来表达出了一种乐观的感情——即使人们（都）视之为机械音乐”。莫里斯还提到：“这（《环欧快车》）让我想起了电影《歌厅》，以及所有1920年的歌谣。……当你让机器与人类联姻，并将其做好，那就相当美妙了。我必须说这是我最喜欢的发电站乐队专辑。”
另外，对于专辑影响力，《Slant》杂志的塞尔·辛奎玛尼（Sal Cinquemani）亦曾如是说：“（影响力可谓）史无前例，（甚至影响）到摇滚乐（电台司令的《一号复制人》)、嘻哈乐（阿弗利卡·班巴塔的经典歌曲〈Planet Rock〉）与流行乐（麦当娜的沉沦世界巡演，其间插入了〈Metal on Metal〉的采样）”。

## 制作人员
| 音乐 - 拉尔夫·胡特 - 人声，合成器，自动风琴，synthanorma音序器，电子乐，音乐制作人 - 弗罗里昂·施奈德 - 人声，声码器，votrax合成器，合成器，电子乐，音乐制作人 - 卡尔·巴托斯 - 电子打击乐 - 沃尔夫冈·福勒 - 电子打击乐 技术 - 彼得·博里格（Peter Bollig） - 工程师 - 比尔·哈弗森（Bill Haverson） - 工程师（隶属好莱坞的“唱片工场”录音室） - 托马斯·库库克（Thomas Kuckuck） - 工程师（隶属汉堡的呂什林錄音室（Rüssl Studio）） | 图像 - 莫里斯·西摩 - 摄影 - J. 斯塔拉 - 摄影 - 甘瑟·弗勒林 - 摄影（仅2009年重录版） - 墨痕工作室（Ink Studio） - 印刷设计 - 约翰·赞布莱斯基（Johann Zambryski） - 图片重构（2009年重录版） |

参考资料